# Antonio Janni
Antonio Janni (29. září 1904, Santera Italské království – 29. červen 1987, Turín Itálie) byl italský fotbalový záložník a později i trenér.

## Fotbalová kariéra
Do Turína přišel v šestnácti letech a hned byl povýšen do prvního týmu. Trenér Vittorio Pozzo jej poprvé zařadil do sestavy 10. dubna 1921. Za býky hrál nepřetržitě 17 let (patří mezi deset nejlepších granátových hráčů všech dob). S klubem vyhrál titul v sezoně 1927/28 a pohár 1935/36. V sezoně 1937/38 se přestěhoval do Varese a po jedné odehrané sezoně ve třetí lize ukončil kariéru.
První utkání za reprezentaci odehrál v roce 1924 proti Německu a vstřelil v něm vítěznou branku. Celkem odehrál 23 utkání a vstřelil 1 branku. Vrcholem jeho herní činnosti v národním týmu byla OH 1928, kde získal bronzovou medaili.

## Trenérská kariéra
Vzhledem k jeho taktické vynalézavosti se rozhodl po fotbalové kariéře přejít na trenérskou. V klubu Turína nahradil Feldmanna v roce 1937. Klub zachránil před sestupem a po sezoně odešel do Varese. Tady vyhrál 3. ligu. Do Turína se vrátil na sezonu 1942/43. Podařilo se mu s klubem vyhrát double (titul i pohár).
Po válce trénoval několik dalších klubů, ale největšího úspěchu této doby dosáhl v sezoně 1950/51 když vyhrál Serie B|2. ligu s klubem SPAL.

## Hráčská statistika
| Sezóna  | Klub   | Liga      | Liga   | Liga | Ligové poháry | Ligové poháry | Ligové poháry | Kontinentální poháry | Kontinentální poháry | Kontinentální poháry | Celkem | Celkem |
| Sezóna  | Klub   | Soutěž    | Zápasy | Góly | Soutěž        | Zápasy        | Góly          | Soutěž               | Zápasy               | Góly                 | Zápasy | Góly   |
| ------- | ------ | --------- | ------ | ---- | ------------- | ------------- | ------------- | -------------------- | -------------------- | -------------------- | ------ | ------ |
| 1920/21 | Turín  | 1. Divize | 7      | 3    | -             | 0             | 0             | -                    | 0                    | 0                    | 7      | 3      |
| 1921/22 | Turín  | 1. Divize | 15     | 0    | -             | 0             | 0             | -                    | 0                    | 0                    | 15     | 0      |
| 1922/23 | Turín  | 1. Divize | 22     | 11   | -             | 0             | 0             | -                    | 0                    | 0                    | 22     | 11     |
| 1923/24 | Turín  | 1. Divize | 21     | 4    | -             | 0             | 0             | -                    | 0                    | 0                    | 21     | 4      |
| 1924/25 | Turín  | 1. Divize | 13     | 7    | -             | 0             | 0             | -                    | 0                    | 0                    | 13     | 7      |
| 1925/26 | Turín  | 1. Divize | 21     | 17   | -             | 0             | 0             | -                    | 0                    | 0                    | 21     | 17     |
| 1926/27 | Turín  | 1. Divize | 26     | 0    | IP            | 1             | 0             | -                    | 0                    | 0                    | 27     | 0      |
| 1927/28 | Turín  | 1. Divize | 20     | 0    | -             | 0             | 0             | -                    | 0                    | 0                    | 20     | 0      |
| 1928/29 | Turín  | 1. Divize | 20     | 2    | -             | 0             | 0             | -                    | 0                    | 0                    | 20     | 2      |
| 1929/30 | Turín  | Serie A   | 12     | 1    | -             | 0             | 0             | -                    | 0                    | 0                    | 12     | 1      |
| 1930/31 | Turín  | Serie A   | 9      | 0    | -             | 0             | 0             | -                    | 0                    | 0                    | 9      | 0      |
| 1931/32 | Turín  | Serie A   | 28     | 0    | -             | 0             | 0             | -                    | 0                    | 0                    | 28     | 0      |
| 1932/33 | Turín  | Serie A   | 31     | 1    | -             | 0             | 0             | -                    | 0                    | 0                    | 31     | 1      |
| 1933/34 | Turín  | Serie A   | 24     | 0    | -             | 0             | 0             | -                    | 0                    | 0                    | 24     | 0      |
| 1934/35 | Turín  | Serie A   | 28     | 0    | -             | 0             | 0             | -                    | 0                    | 0                    | 28     | 0      |
| 1935/36 | Turín  | Serie A   | 19     | 1    | IP            | 3             | 0             | Stř.P                | 3                    | 0                    | 25     | 1      |
| 1936/37 | Turín  | Serie A   | 2      | 0    | IP            | 1             | 1             | -                    | 0                    | 0                    | 3      | 1      |
| 1937/38 | Varese | Serie C   | 18     | 0    | IP            | 1             | 0             | -                    | 0                    | 0                    | 19     | 0      |
| Celkem  | Celkem | Celkem    | 336    | 47   | -             | 6             | 1             | -                    | 3                    | 0                    | 345    | 48     |

## Hráčské úspěchy

### Klubové
- 1× vítěz italské ligy (1927/28)
- 1x vítěz italského poháru (1935/36)

### Reprezentační
- 1x na MP (1927-1930 - zlato)
- 2x na OH (1924, 1928 - bronz)

## Trenérské úspěchy

### Klubové
- 1× vítěz 1. italské ligy (1942/43)
- 1× vítěz 2. italské ligy (1950/51)
- 1× vítěz 3. italské ligy (1938/39, 1941/42)
- 1x vítěz italského poháru (1942/43)